# История арабского языка
История арабского языка насчитывает более тысячи лет. Считается, что он возник на аравийском полуострове. Современный стандартный арабский язык принадлежит семитскому семейству языков.
Первые упоминания народов Аравийской пустыни, которых называли «арабами», встречаются в военных ассирийских хрониках VIII—VII веков до н. э. Упоминания арабов встречается также в библейских текстах, датируемых IX веком до н. э., и в эпиграфических текстах древних государств Южной Аравии (I тысячелетие до н. э. — середина I тысячелетия н. э.), у античных авторов (например, у Геродота, V век до н. э.) и в раннесредневековых византийских и сирийских источниках.
Первые упоминания «арабского языка» отмечено в III веке до н. э. в древнееврейских источниках, где он назван ивр. לשון ערבי‎ («лашон арави»). Как само название «арабы» и «арабский» закрепляется со времени возникновения ислама. Первое употребление названия «арабский язык» (lisanum arabiyyun mubinun — язык арабский ясный/понятный) в арабских источниках встречается в Коране (середина VII века н. э.) (сура XVI, стих 103/105 и несколько других).
Первый письменный документ арабского языка датируется с началом IV века н. э.

## Доисламский период
Первые письменные памятники арабского языка — это сообщения о передвижениях кочевников и стад, а также надгробные и посвятительные надписи. До возникновения собственного арабского письма использовалось набатейское письмо или южноаравийский (сабейсий) шрифт.

## Послеисламский период
Повсеместное использование языка началось в начале VII века. Тогда же возникла и собственная арабская письменность.
С распространением ислама язык распространился по всему миру и стал языком правительства и религии во многих странах от р.Амударья (известной также как Окс или Яксарт) в Средней Азии к Атлантическому океану, и даже к северу на Пиренейский полуостров Европы.
В VIII—XII веках арабский язык унифицировался, стандартизировался. Выработались литературные жанры и стили в поэзии и литературе.
Арабский язык становится международным языком литературы и науки Ближнего и Среднего Востока. На нём пишут свои сочинения учёные со всего средневекового Востока: Аль-Фараби (870—950) из Туркестана, Авиценна (980—1037) родом из Бухары, Аль-Бируни (973 — ок. 1050) из Хорезма, Аверроэс (1126—1198), уроженец Андалусии, и многие другие.

## Новое время
В XIII—XIX веках активизировались контакты Арабского Востока с Западным миром. Развитие книгопечатания, появление прессы, публицистики, зарождение новой художественной литературы, а также новых средств массовой информации и коммуникации в XX веке способствовали модернизации арабского языка.
Влиянию арабского языка на культуру многих стран Азии и Африки помогает распространение ислама, а также высокий культурный статус литературного арабского языка.